# برهان شاوي
بُرهان شاوي شاعر وروائي وسينمائي ومترجم وأكاديمي عراقي من مواليد 1955.

درس شاوي السينما في موسكو، والإعلام في ألمانيا، ثم التاريخ والعلوم السياسية في جامعة موسكو الدولية لعلوم الاجتماع في روسيا.

## إصداراته
أصدر أكثر من عشرين كتاباً، تأليفاً وترجمة.

### تأليف
- مراثي الطوطم (شعر) 1989
- رماد المجوسي (شعر) 1989
- ضوء أسود (شعر) 2000
- تراب الشمس (شعر) 2001
- رماد القمر 2002 (شعر)
- شموع السيدة السومرية (شعر) 2003
- خطوات الروح 2003 (شعر) *الجحيم المقدس (رواية) 2005
- مدخل إلى الاتصال الجماهيري، 2002
- حول الإبداع وسلوك المبدع، 2005
- أزمة الثقافة الفاشية في العراق، 2005
- مشرحة بغداد (رواية)، 2012
- الجحيم المقدس (رواية سينمائية)، 2012
- متاهة آدم (رواية)، 2012 [4]
- متاهة حواء (رواية)، 2013
- متاهة قابيل (رواية)، 2013
- متاهة الأشباح (رواية)، 2013
- متاهة إبليس (رواية)، 2014
- متاهة الأرواح المنسيةّ (رواية) 2015
- متاهة العميان (رواية)، 2016
- استراحة مفيستو (رواية سينمائية)، 2016
- الحداد يليق بالسيدة بغداد ، الجزء الثاني من مشرحة بغداد ( رواية )2021
  - متاهة الأنبياء: تتناول قصص الأنبياء ورسالاتهم، وتستكشف العلاقة بين الإنسان والله.
  - متاهة العدم العظيم: تعتبر الجزء الأخير من السلسلة، وتتناول مفهوم العدم والفناء.

### ترجمة
- ترجم من الروسية:

أوسيب ماندلشتام: مختارات شعرية ونثرية، منشورات الجمل.
يوسف برودسكي: مختارات شعرية ونثرية، دار المدى. آنا
آخماتوفا: قداس جنائزي وقصائد أخرى، دار الكندي، لغة الفن التشكيلي.
- ترجمة من الألمانية:

تمارين اللياقة الجسدية للممثل، الله والعلم، وموسوعة الكون.